# 寄船
寄船（よりふね）とは、中世・近世の日本における遭難による漂流船・漂着船及びその搭載物のこと。漂流船を流船と呼んで、寄船を漂着船のみに限定する考え方もある。これに対して漂流物・漂着物を寄物（よりもの）と称し、漂流物についても流物と呼んで寄物を漂着物に限定することもある。なお寄物・流物には流木・死鯨など海難とは無関係のものを含む。
中世・近世にはこれら寄船・寄物を漂着地の関係者が取得する慣行が広く行われ、これを手に入れようとする者の間の紛争や、返還を求める本来の船・積荷の所有者との係争に発展する場合があった。

## 概要
日本では古代からそもそも船の遭難そのものを神罰として捉え、漂流船・漂着船は発見者・救出者によって略奪・捕獲の対象になると考えられてきた。
漂流物の取得権は漂着地の領主が有するものだったが、その取得をめぐって領家と下司／地頭との間で相論となることがあった。さらに第一発見者である住民による略奪が行われたり、そこから紛争に発展したりすることもあり、長禄4年（1460年）に鹿苑院領三河国赤羽禰郷に破損船が漂着した際は、郡代方によって住民の焼討ちが行われている（『蔭凉軒日録』）。
漂着物の取得権は土地の領主のみならず、後述法令にも見られるように寺社にも公に認められていた。その目的は寄船・寄物を地域の共有物とすることで上に挙げたような紛争を防止することと理解される。取得権を有した寺社の代表例は筑前国の宗像大社で、寛喜3年（1231年）の官宣旨では同社の七十余社の修理費用は、葦屋津から新宮浜までの寄船・寄物によって数百年間まかなわれてきたとされている。
寄船・寄物のもたらす大きな利益は、その帰属をめぐる争いだけではなく、漂流船を不法に押収する海賊行為を誘発することにもつながったため、たびたび規制が発出された。
鎌倉幕府は寛喜3年（1231年）の式目追加で地頭らによる寄船の押領を禁止している。
室町時代から戦国時代の海賊衆の慣習法が鎌倉幕府制定法に仮託されて法としてまとめられたとされる『廻船式目』によれば、寄船・流船に一人でも生存者がいた場合にはその者の意思により、そうでない無人船の場合のみ寺社の造営にあてることができると定めている。
大永6年（1526年）制定の『今川仮名目録』では寄船は船主（船の所有者）に返還し、船主がない場合に限り寺社の修理にあてるとしている。
これらの法令に見えるように、乗員がある場合には寄船の取得が禁じられ、船主への返還義務もあったにもかかわらず、略奪は頻繁に行われ、船主からの返還要求も難航する場合が多かった。
戦国時代には、戦国大名が寄船の利益の独占的取得を目指し、押収が激化した。弘治3年（1557年）八丈島に漂着した紀州船には38人の乗員があったにもかかわらず、北条氏康の代官によって押収され、積荷は氏康へ進上され、船は代官に与えられている。豊臣秀吉は慶長元年（1596年）に土佐国浦戸に漂着した呂宋船の積荷を没収している。江戸幕府は慶長14年（1609年）に上総国に漂着したロドリゴ・デ・ビベロに対して「又国法によれば、岸に引き上げたる荷物は、一切皇帝の有に帰すれども、とくに之を総べて予に与ふべしとの命」を伝えたという。
このような中世の慣習が廃されるのは、天下統一により近世が到来してからであった。
豊臣秀吉が天正20年（1592年）に発したとされる『海路諸法度』では漂流船の船主への返還義務を定める一方、船主からも発見者・救助者に補償を行わせることを定めた。
江戸幕府は元和7年（1621年）に西国大名の船舶の上下に際して難破船からの穀物の略奪を禁じる法令を発し、寛永13年（1636年）には沿岸諸浦に海難救助を義務づける法令を発している。
しかし江戸幕府はその後も正徳2年（1712年）に、船の救助に向かうと見せかけてかえって破船を企図する者があるとの高札を出しており（『徳川禁令考』）、違法な押収が続けられていたことがうかがわれる。

## 寄船を願う風習
- 九州北岸の芦屋では正月に椀と箸を海に流して寄物が多いことを祈った[20]。
- 下北半島の尻屋崎角の村では、正月の年占いに、水を張った大きな釜に、月の数字を一つずつ書き込んだ小さな船を12艘（閏年は13艘）を浮かべ、湯をたぎらせ、くつがえった船の順序を見てその年の寄物の多少を判断した[20]。
- 最上川の難所のひとつである碁点（現・村山市）周辺の部落では、年初めの寄り合いで出席者全員の祝い膳とは別に中央に祝い膳をひとつ置き、それを部落の主だった者が蹴とばしてひっくり返し、難船が多くあることを祈った[20]。
- 伊豆下田の西、手石裏では年始の祝言に、「イナサ参ろう」「寄せてござれ、古釘で祝いましょう」と言い合った（橘南谿『東遊記』）[21]。イナサは海上の悪風を意味し、イナサが吹くと住民が松明を持って浜辺を行き来し、悪風を避けるための港を探している船を暗礁の群れにおびき寄せて破船させ、翌朝船荷などを取っていた[21]。
- 渥美半島の伊良湖岬にも「イナサこいやれデンゴロリン」という悪風が船を転覆させることを願う言葉があった[21]。破船からこぼれた常滑焼を砂中から掘り出して伊良湖焼として売り、土地の名物となっていた[21]。
- 志摩半島の大王崎も難所として知られ、漂到物を拾う習慣があった[22]。天保元年（1830年）には波切村（現・志摩市）の住民が、江戸に下る船から城米300石を奪い、船に石を積んで沈没させ、難破船を偽装した事件があった（波切騒動）[22]。
- 寛文（1661年 - 1673年）のころ、紀伊国田辺では暴風雨の夜に船の着けられない場所に燈明に紛らわしい火を立てて船を近づけて破損させ、荷物を奪う者があった（「田辺大帳」）[23]。